# Dachshügel Großdraxdorf

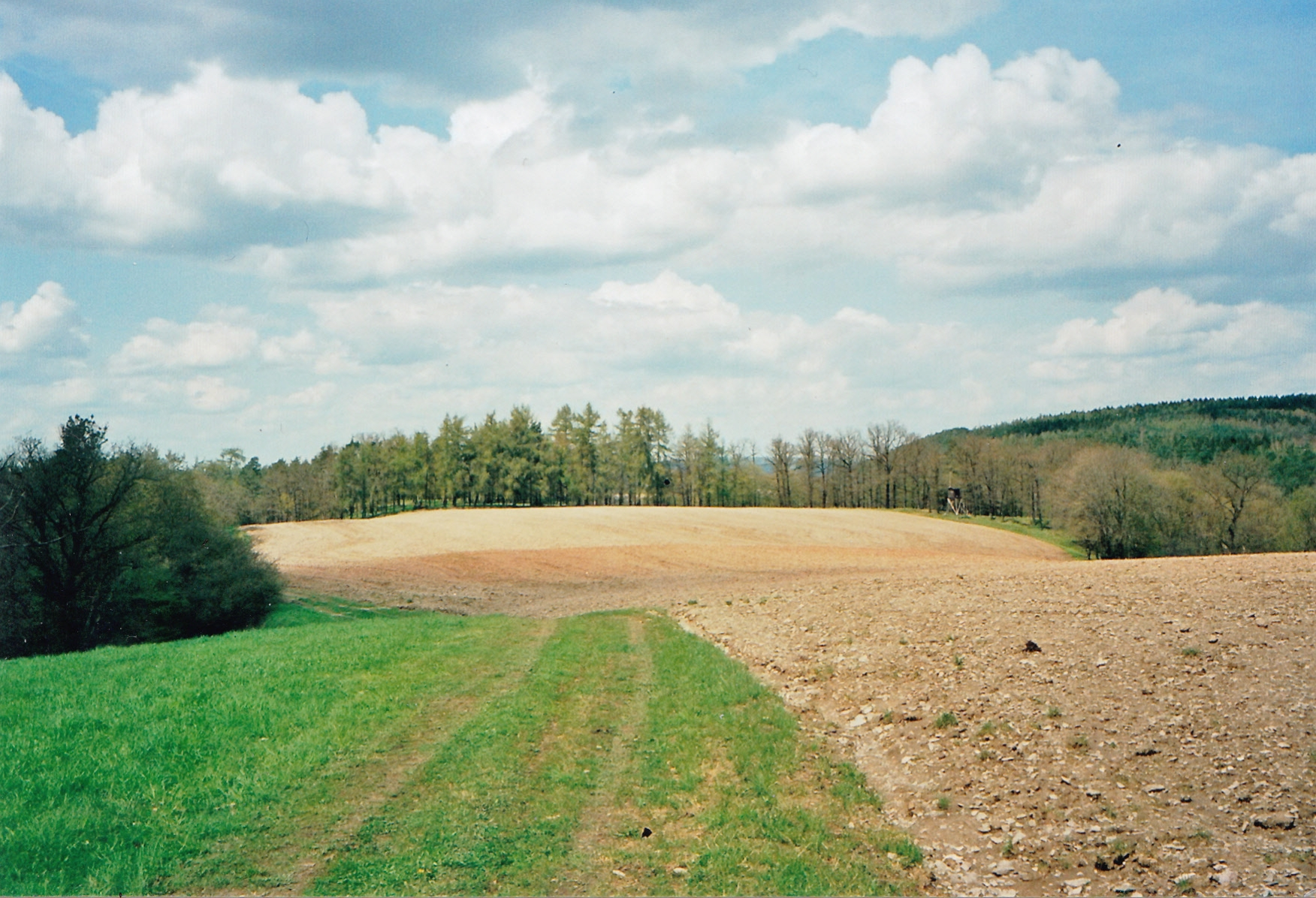
Verfärbungen im Acker zeigen den Verlauf des Begrenzungswalls

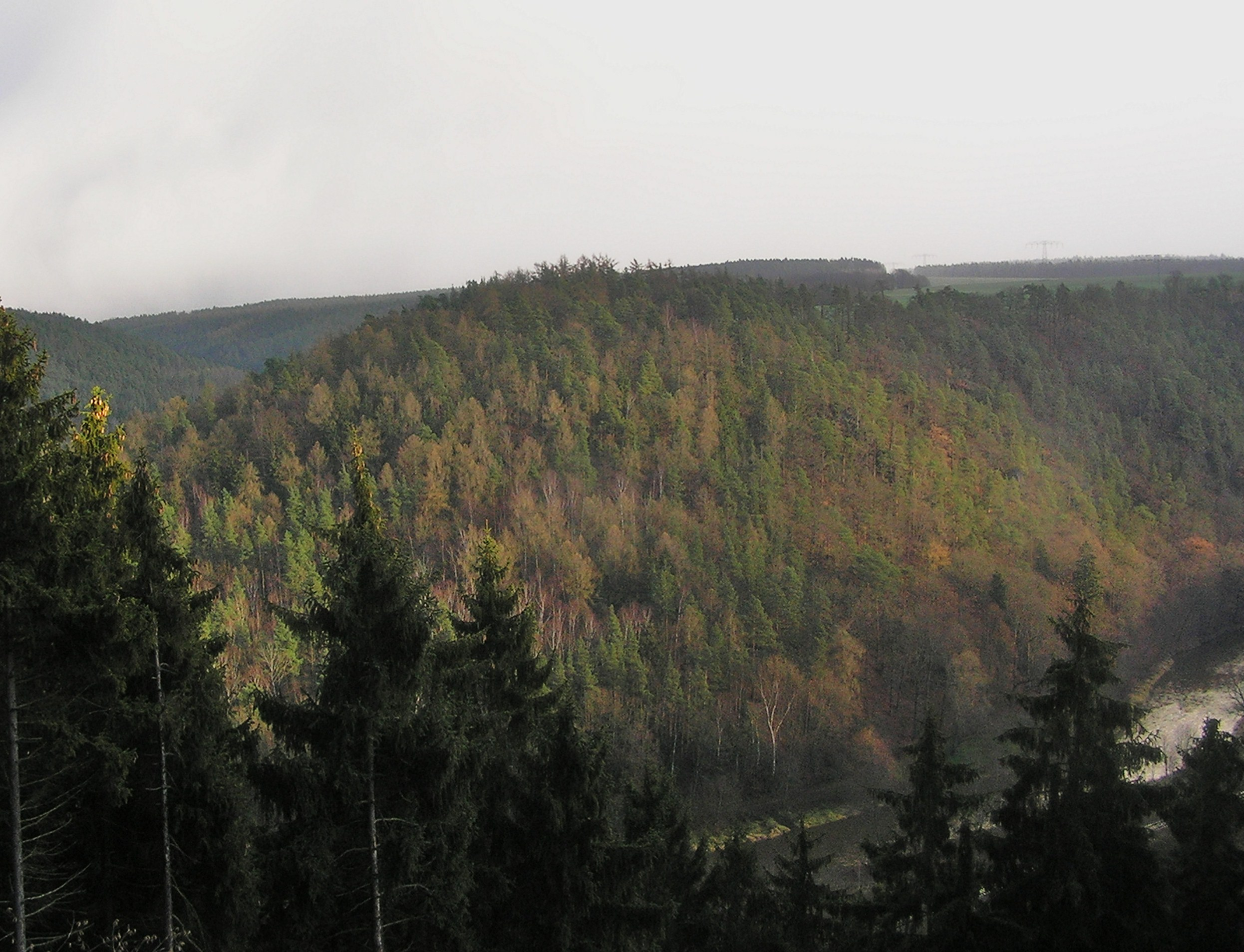
Blick von Norden auf die bewaldete Bergzunge des Eselsberges mit dem «Dachshügel»

Der Dachshügel Großdraxdorf ist ein archäologischer Fundplatz bei Großdraxdorf, einem Weiler der Stadt Berga-Wünschendorf im Landkreis Greiz in Thüringen. Bezogen auf die Grundfläche handelt es sich um das größte Bodendenkmal des nördlichen Vogtlandes.

## Lage

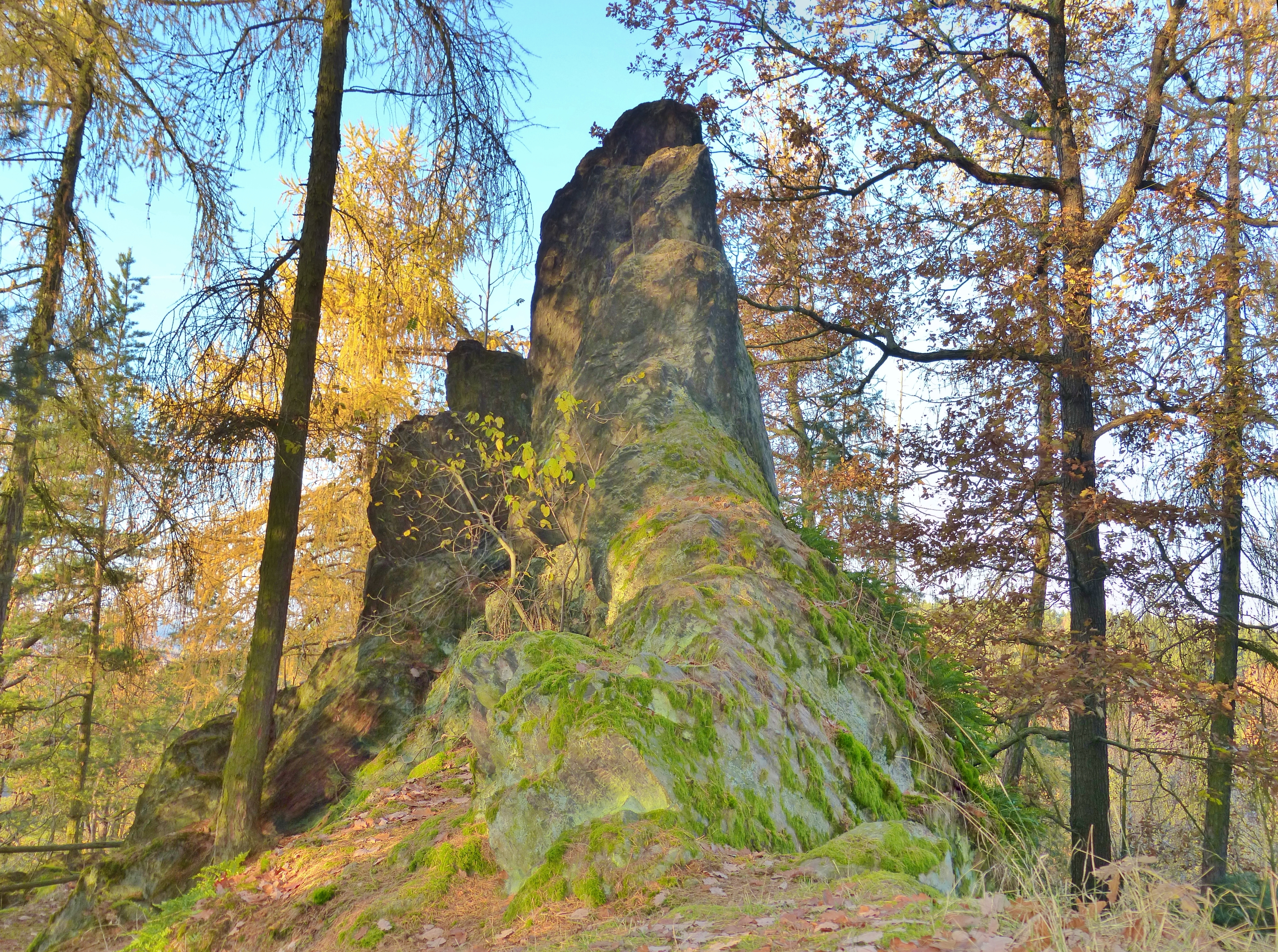
Das Felsgebilde der Teufelskanzel

Das Areal der Siedlungs- und Wallanlage liegt auf dem Eselsberg, etwa drei Kilometer südlich von Wünschendorf/Elster und der südlich angrenzenden Flur des Ortes Großdraxdorf. Die Hochfläche ragt mit ihren bewaldeten Steilhängen bis zu 90 Meter über den Talgrund der Weißen Elster. Am westlichen Rand der Hochfläche führt der von Großdaxdorf kommende Kirchsteig nach Veitsberg an dem durch mehrere Sagen bekannten Felsen Weiberstein vorbei und strebt zunächst der Nordspitze des Bergsporns zu. Die dort befindliche Teufelskanzel ist ein ebenfalls durch Sagen bekannter Ort. Im Gehölz an der Abbruchkante konnten die spärlichen Reste einer abgegangenen mittelalterlichen Spornburg nachgewiesen werden, die als Flurname Burgstatt auch in älteren Kartenwerken für das südlich angrenzende Gebiet verwendet wurde. Für die auffälligen Reste der einstigen Wallburg wurde der Name Dachshügel gewählt.

## Alter und Besiedlungsphasen
Die ersten Spuren menschlichen Lebens stammen vom Ende der Jungsteinzeit, es handelt sich um Keramik und Werkzeugreste.
Die bronzezeitlichen Grabfunde, die zum Teil unter den Resten eines Walls gefunden wurden, stellen Reste eines Hügelgräberfeldes dar. Zum Ende der Bronzezeit entstand eine  außerordentlich hohe Holz-Erde-Stein-Konstruktion als Wallbefestigung. Das Wachstumsalter der für die Wallanlage verwendeten Baumstämme liegt nach Radiokarbon-Datierung um 1260 bis 980 vor Christus.
Die umfangreiche Wallanlage wurde fortwährend mit Unterbrechungen bis in das Mittelalter besiedelt. Die heutigen Flurnamen Burgstatt und Wüstes Gut erinnern an die letzte Besiedlungsphase im 13. Jahrhundert.
Eine vermutete slawische Wallburg des 8. bis 10. Jahrhunderts und den lokalen deutschen Herrschaftssitz scheint es nicht an diesem Platz gegeben zu haben.
1847 wurde ein bedeutender Teil des Areals zugunsten der landwirtschaftlichen Nutzung einplaniert, im verbliebenen Teil erkennen Besucher die noch deutlichen Reste der einstigen Wallanlage. Von Bauern der umliegenden Orte wurden schon im beginnenden 19. Jahrhundert in den Wällen Schürfstellen angelegt, um dort Asche, Schlackereste und Holzkohle zu bergen, die sie zur Düngung der Felder und Gärten verwendeten. Die dabei zufällig freigelegten Fundstücke erweckten rasch das Interesse des Vogtländischen Altertumsforschenden Vereins, der ab 1854 die ersten wissenschaftlichen Untersuchungen vornahm.

## Fundstücke
Fundstücke der ersten Grabungen in den Jahren 1854/55 zeigt das Museum Reichenfels-Hohenleuben.

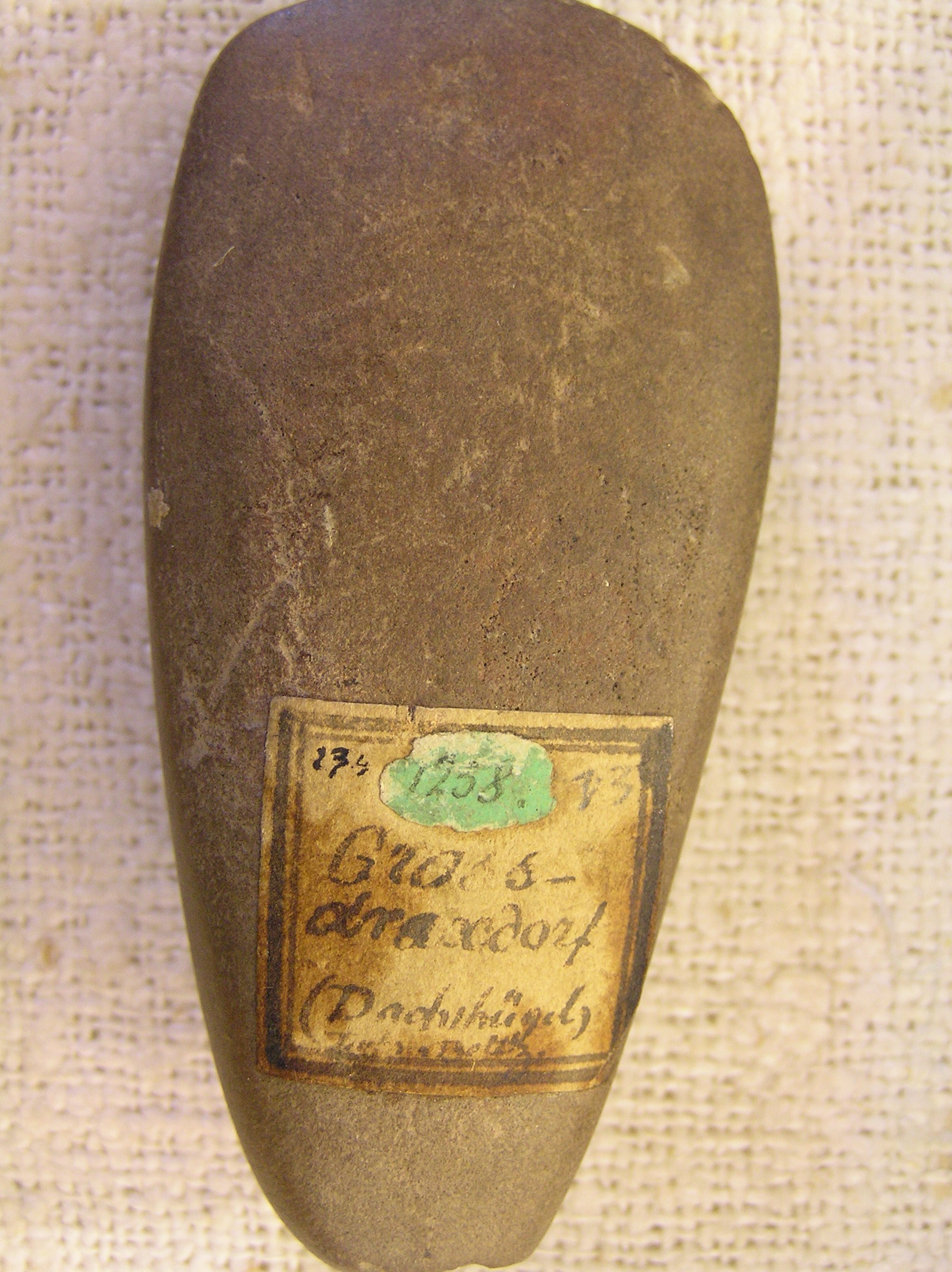
Steinbeil
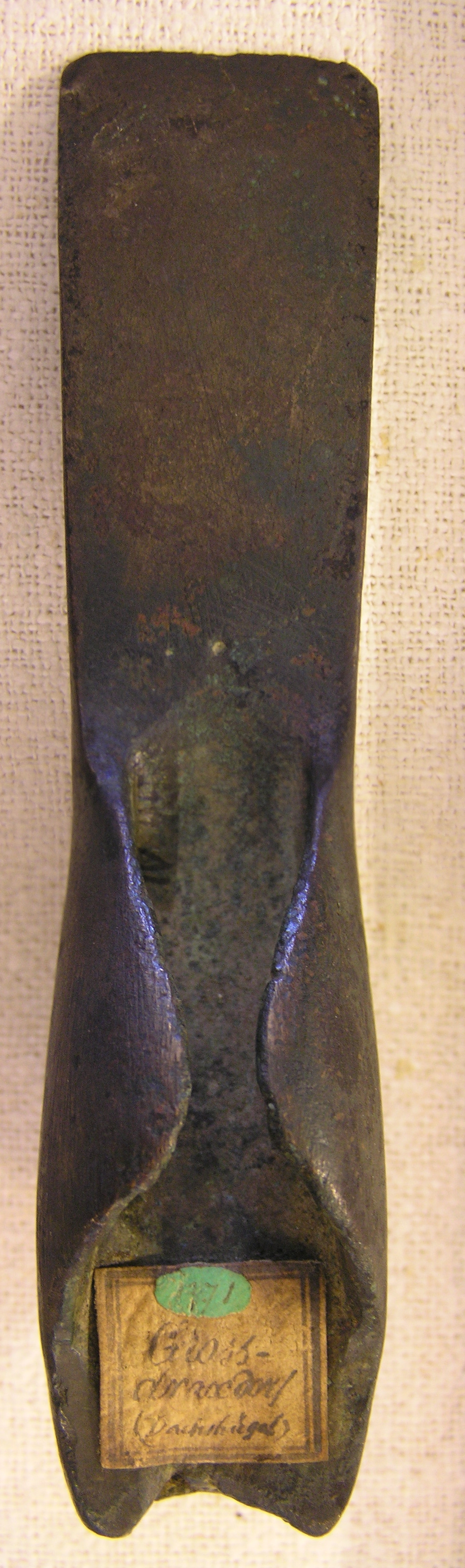
Lappenbeil
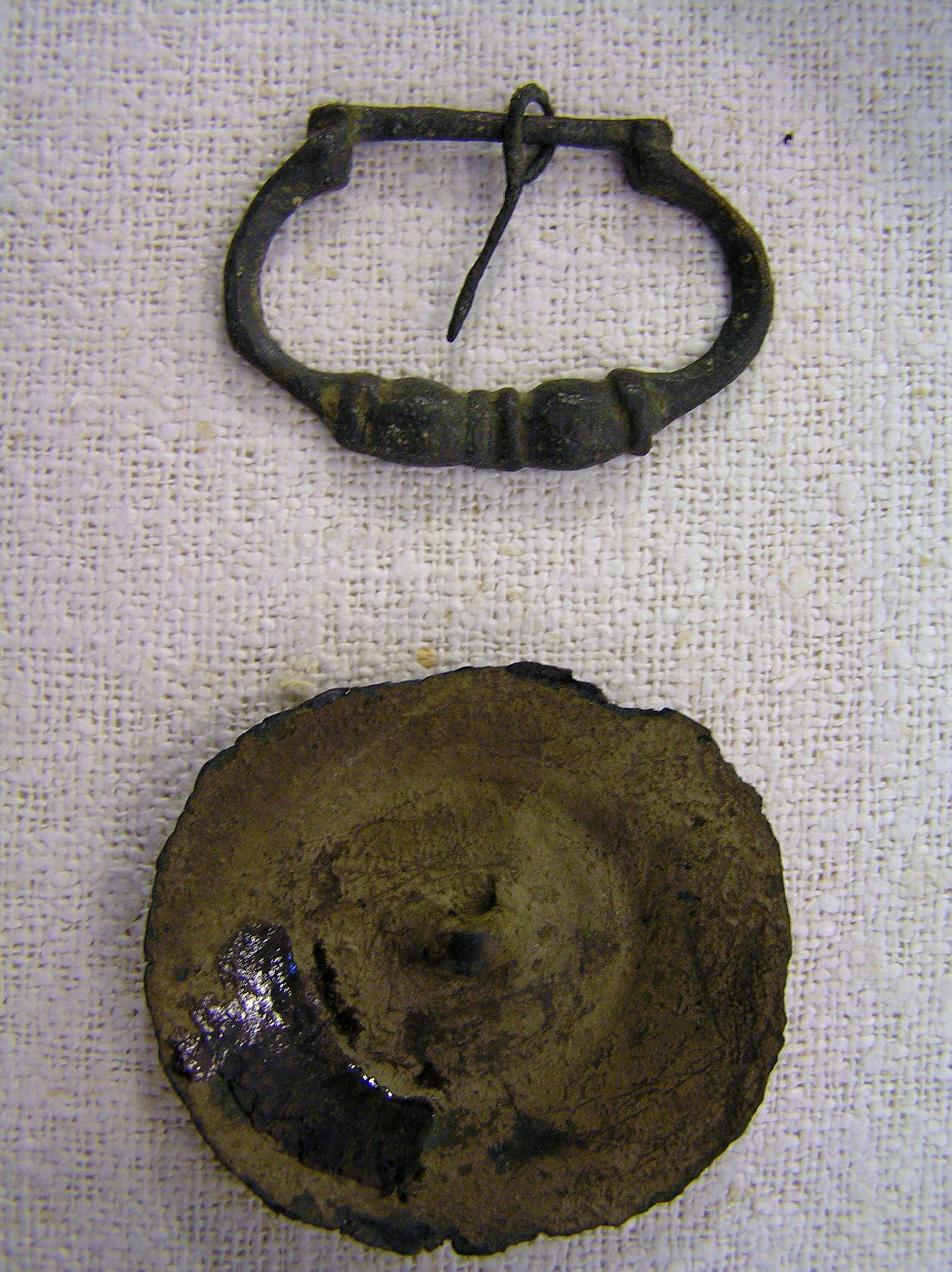
Gürtelschnalle und Schildbuckel aus Bronze
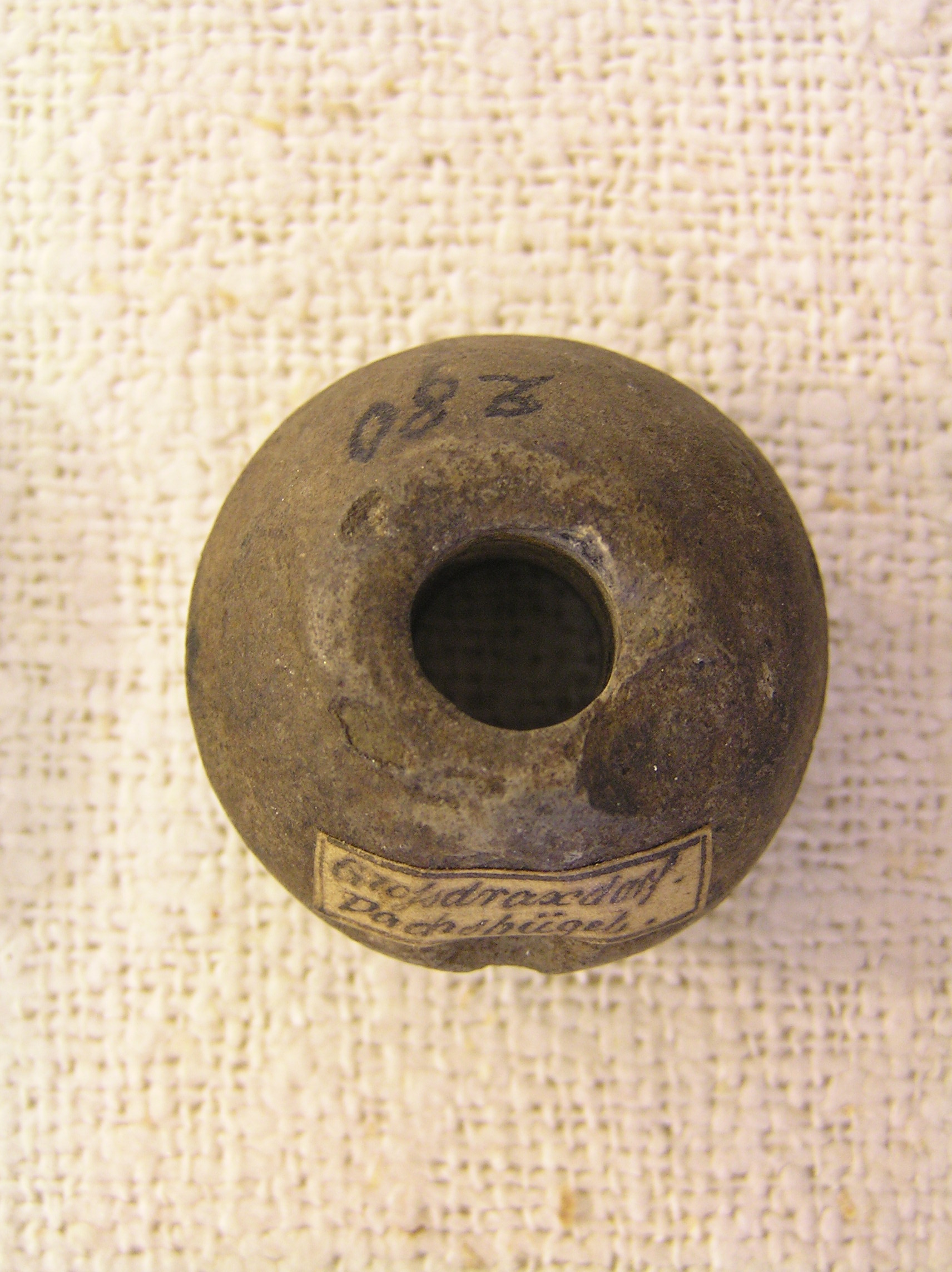
Spinnwirtel aus Ton
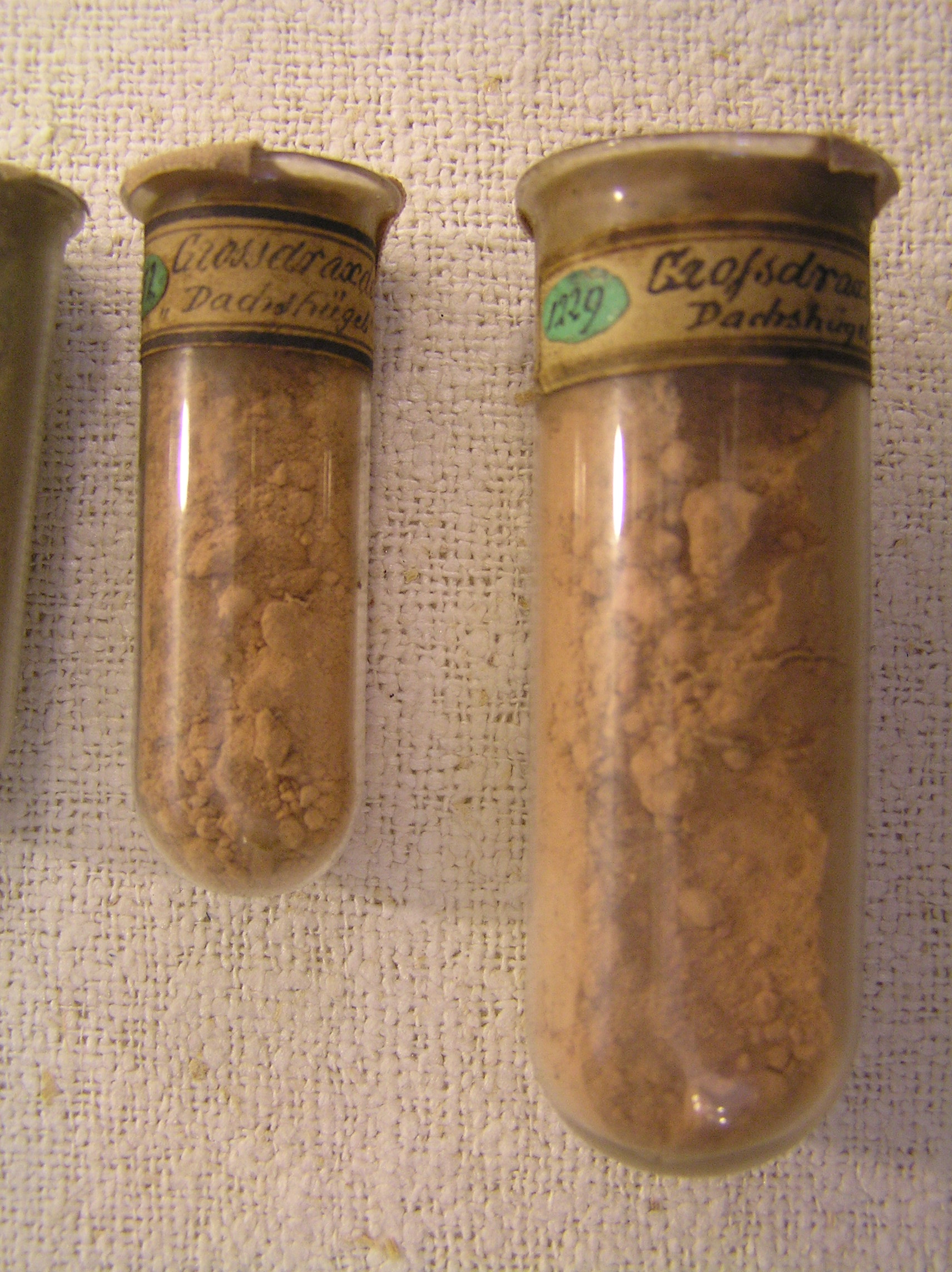
Brandasche des Holz-Erde Wall
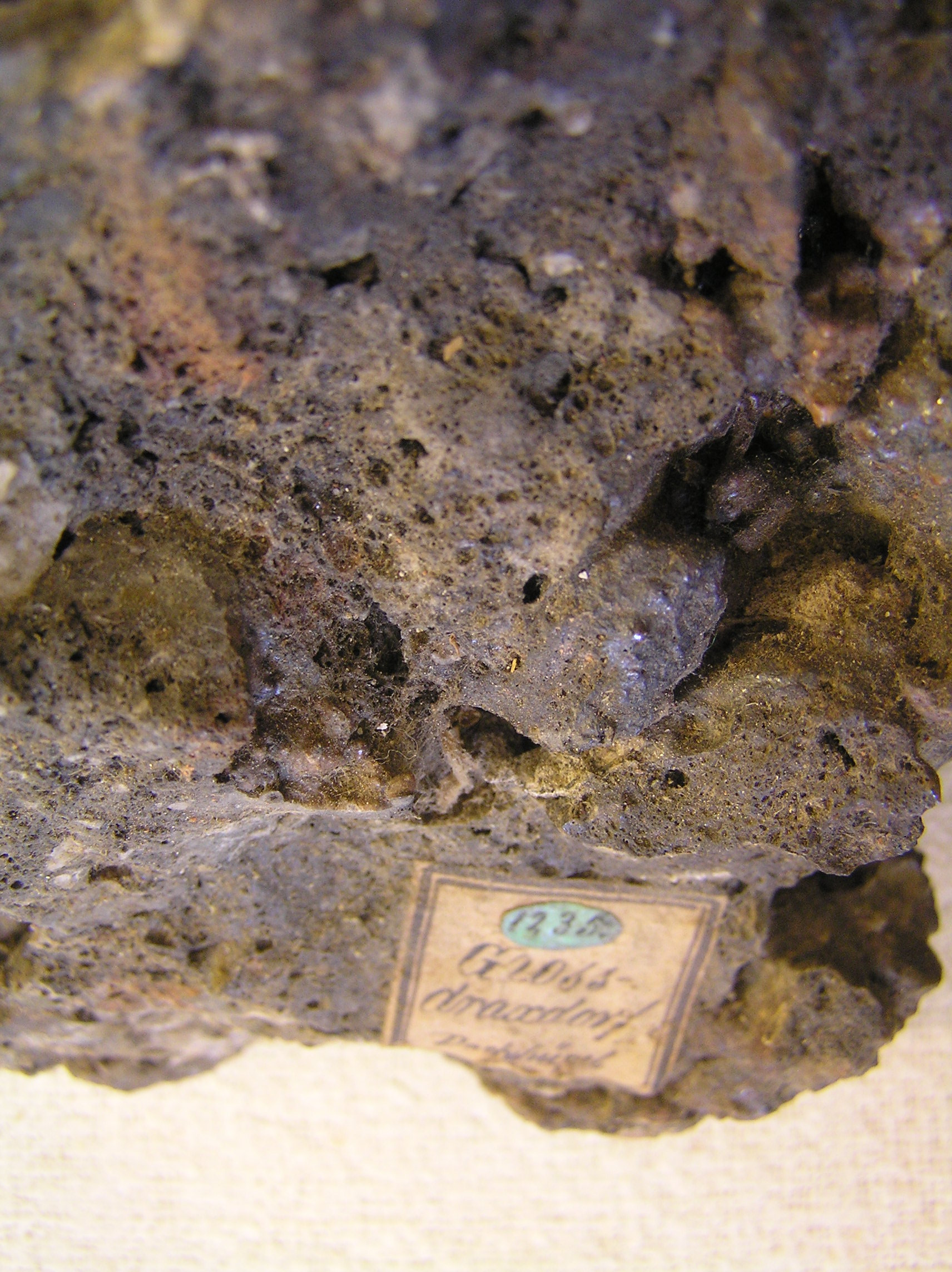
Brandschlacke des Holz-Erde Wall
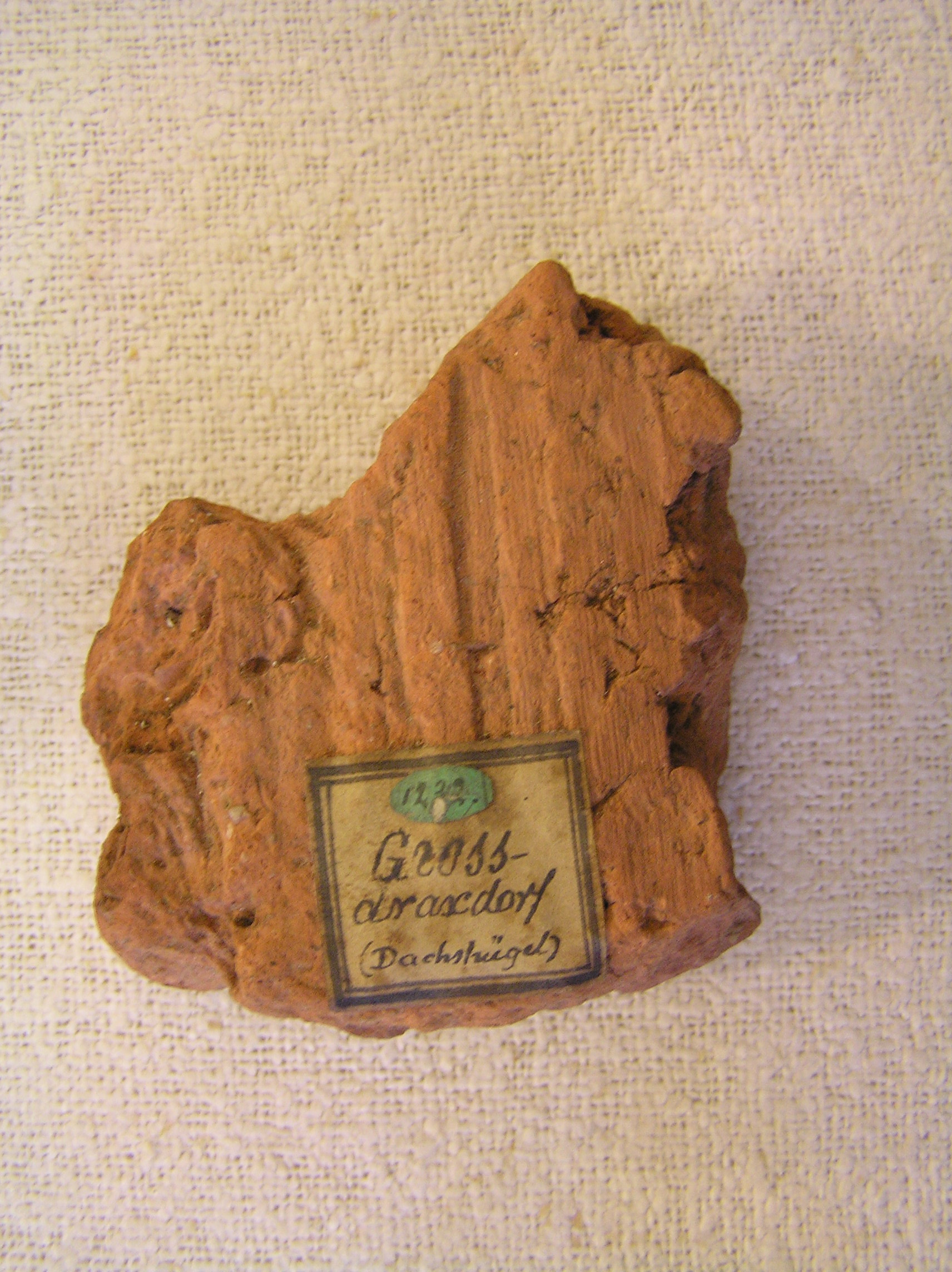
Durch Brand verziegelter Lehm des Holz-Erde Wall